# Rosynant

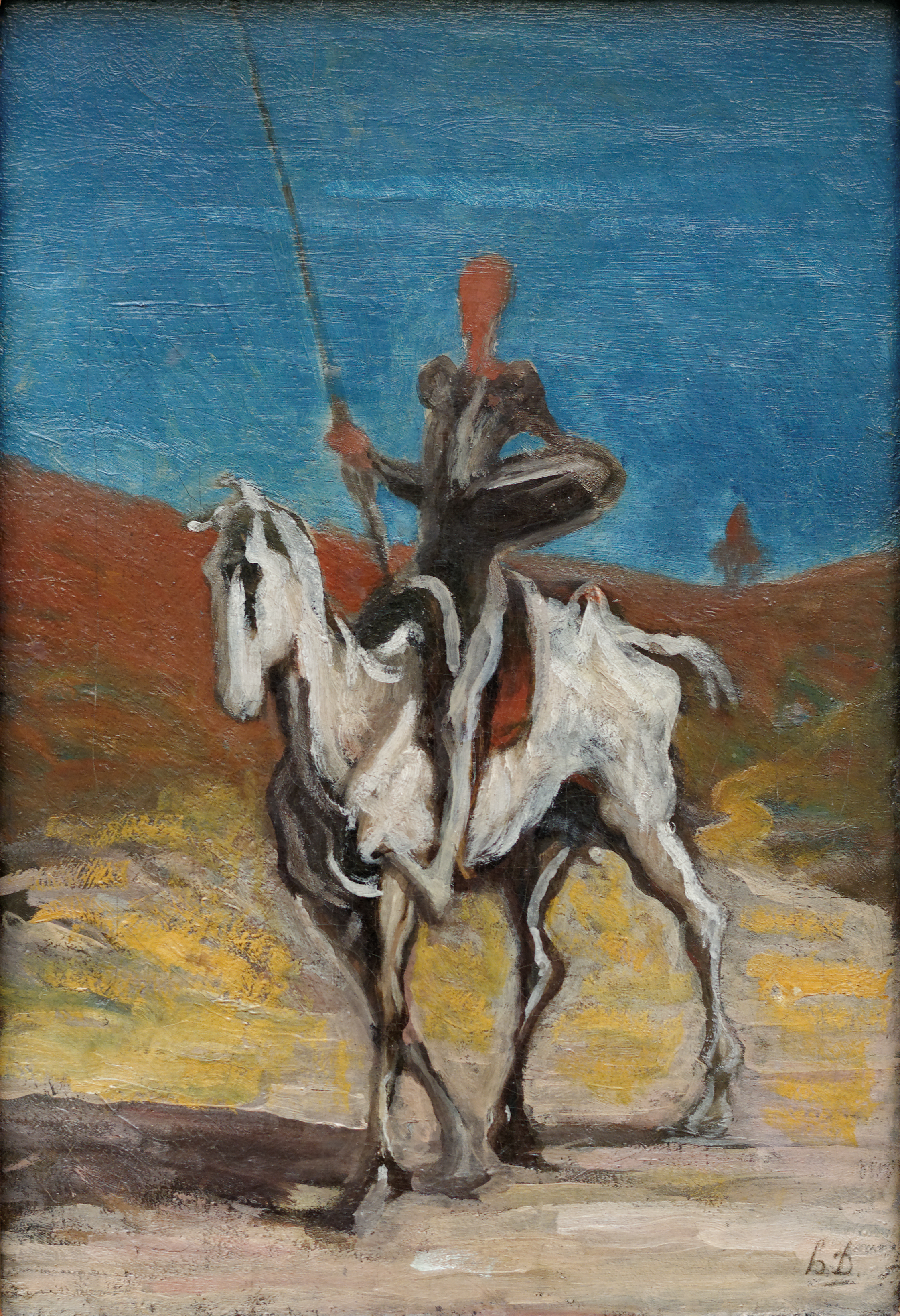
Obraz Don Kichot. Autor Honoré Daumier, 1868

Rosynant (hiszp. Rocinante) – koń występujący w powieści Przemyślny szlachcic Don Kichote z Manchy autorstwa hiszpańskiego pisarza Miguela de Cervantesa, będący wierzchowcem głównego bohatera powieści Don Kichota. Zaraz na początku powieści pada wyjaśnienie imienia konia: 

[...] Dokonawszy tego dzieła, zajął się rumakiem; poszedł do stajni, przyglądał się szkapie swojej, a choć chudzina ta mizerniej może wyglądała, niż wywłoka Goveli qui tantum ossa et pellis fuit [która była samą skórą i kośćmi], byłby jednak poprzysiągł, że był to rumak dzielniejszy od Bucefała Aleksandryjskiego i Babieki Cydowej. Cztery dni, jak Pan Bóg przykazał, strawił, susząc sobie głowę nad wymyśleniem nazwiska dla tego rumaka; boć nie uchodzi, myślał sobie, żeby wierzchowiec tak słynnego rycerza nie był światu z imienia znanym. Szło mu koniecznie o to, żeby wymyślić takie, co by zarazem malowało stan owego wierzchowca przed wejściem w szeregi błędnego rycerstwa, i to czym miał stać się później. Konieczną i logiczną wydawało mu się rzeczą, że kiedy pan zmienia stan swój, iżby i koń nazwę swą zmienił, a przyjął taką, co by go uświetniła i godnie odpowiadała nowemu jego powołaniu. Dobrze tedy rzecz tę rozważywszy, przerozumowawszy, przekombinowawszy, z tysiąc rozmaitych nazw próbując, zmniejszając, zdłużając i łatając, postanowił nareszcie nazwać go Rosynantem, bo nazwa ta wydała mu się bardzo wspaniałą, świetną i wielce znaczącą, a godną pierwszego w świecie bieguna.

Rosynant wiernie i odważnie towarzyszy błędnemu rycerzowi w jego walce z wiatrakami i innych przygodach, aż do śmierci Don Kichota.

## Rocinante
Planeta pozasłoneczna Rocinante wzięła swoją nazwę od imienia konia Don Kichota.